# Bengt Sæternes
Bengt Henning Sæternes (ur. 1 stycznia 1975 w Egersund) – piłkarz norweski grający na pozycji napastnika.

## Kariera klubowa
Karierę piłkarską Sæternes rozpoczął w klubie Egersund IK. W latach 1991–1995 grał w nim w trzeciej lidze norweskiej. W 1996 roku odszedł do Vikinga i wówczas zadebiutował w jego barwach w pierwszej lidze norweskiej. W 1997 roku grał w drugoligowym Odds BK, a w 1998 roku odszedł do FK Bodø/Glimt. W FK Bodø/Glimt występował do końca 2002 roku.
Na początku 2003 roku Sæternes przeszedł do belgijskiego Club Brugge. W pierwszej lidze Belgii zadebiutował 18 stycznia 2003 w wygranym 3:0 domowym meczu z RAA Louviéroise. W Brugge rywalizował o miejsce w ataku z takimi piłkarzami jak Gert Verheyen, Peruwiańczyk Andrés Mendoza i rodak Rune Lange. W 2003 roku wywalczył z Brugge mistrzostwo i Superpuchar Belgii, a w 2004 roku zdobył Puchar Belgii.
W 2004 roku Sæternes odszedł z Brugge do SK Brann. W nowym zespole swój debiut zanotował 22 sierpnia 2004 w meczu z Sogndal IL (2:1), w którym zdobył gola. W 2004 roku zdobył Puchar Norwegii, a w 2007 roku wywalczył z Brann mistrzostwo kraju.
W 2007 roku Norweg przeszedł do duńskiego Odense Boldklub. W duńskiej lidze po raz pierwszy wystąpił 6 sierpnia 2007 w meczu z FC Nordsjælland (3:0). W Odense grał pół roku.
W 2008 roku Sæternes wrócił do Norwegii i został piłkarzem Vålerenga Fotball. Zadebiutował w niej 29 marca 2008 w spotkaniu z Aalesunds FK (1:0). W 2008 roku zdobył z Vålerengą Puchar Norwegii. W 2011 roku ponownie został graczem klubu Viking FK. Po zakończeniu sezonu zakończył karierę.
| Sezon   | Klub              | Kraj     | Rozgrywki     | Mecze | Bramki |
| ------- | ----------------- | -------- | ------------- | ----- | ------ |
| 1991    | Egersund IK       | Norwegia | III. liga     | 18    | 8      |
| 1992    | Egersund IK       | Norwegia | III. liga     | 24    | 19     |
| 1993    | Egersund IK       | Norwegia | III. liga     | 22    | 7      |
| 1994    | Egersund IK       | Norwegia | III. liga     | 18    | 2      |
| 1995    | Egersund IK       | Norwegia | III. liga     | ?     | ?      |
| 1996    | Viking FK         | Norwegia | Tippeligaen   | 6     | 0      |
| 1997    | Odds BK           | Norwegia | Adeccoligaen  | 28    | 14     |
| 1998    | FK Bodø/Glimt     | Norwegia | Tippeligaen   | 26    | 9      |
| 1999    | FK Bodø/Glimt     | Norwegia | Tippeligaen   | 25    | 16     |
| 2000    | FK Bodø/Glimt     | Norwegia | Tippeligaen   | 20    | 13     |
| 2001    | FK Bodø/Glimt     | Norwegia | Tippeligaen   | 24    | 11     |
| 2002    | FK Bodø/Glimt     | Norwegia | Tippeligaen   | 18    | 12     |
| 2002/03 | Club Brugge       | Belgia   | Eerste Klasse | 11    | 6      |
| 2003/04 | Club Brugge       | Belgia   | Eerste Klasse | 27    | 7      |
| 2004/05 | Club Brugge       | Belgia   | Eerste Klasse | 2     | 0      |
| 2004    | SK Brann          | Norwegia | Tippeligaen   | 8     | 5      |
| 2005    | SK Brann          | Norwegia | Tippeligaen   | 18    | 9      |
| 2006    | SK Brann          | Norwegia | Tippeligaen   | 25    | 8      |
| 2007    | SK Brann          | Norwegia | Tippeligaen   | 10    | 5      |
| 2007/08 | Odense BK         | Dania    | Superligaen   | 9     | 1      |
| 2008    | Vålerenga Fotball | Norwegia | Tippeligaen   | 26    | 5      |
| 2009    | Vålerenga Fotball | Norwegia | Tippeligaen   | 28    | 11     |
| 2010    | Vålerenga Fotball | Norwegia | Tippeligaen   | 25    | 7      |
| 2011    | Viking FK         | Norwegia | Tippeligaen   | 21    | 4      |

## Kariera reprezentacyjna
W reprezentacji Norwegii Sæternes zadebiutował 22 maja 2002 roku w zremisowanym 1:1 towarzyskim spotkaniu z Islandią. Od 2002 do 2005 roku rozegrał w kadrze narodowej 7 meczów.
| Mecze i gole w reprezentacji | Mecze i gole w reprezentacji | Mecze i gole w reprezentacji | Mecze i gole w reprezentacji | Mecze i gole w reprezentacji | Mecze i gole w reprezentacji | Mecze i gole w reprezentacji |
| #                            | Data                         | Stadion                      | Rywal                        | Wynik                        | Gol                          | Rozgrywki                    |
| 2002                         | 2002                         | 2002                         | 2002                         | 2002                         | 2002                         | 2002                         |
| ---------------------------- | ---------------------------- | ---------------------------- | ---------------------------- | ---------------------------- | ---------------------------- | ---------------------------- |
| 1.                           | 22.05.2002                   | Bodø, Norwegia               | Islandia                     | 1:1                          | 0                            | towarzyski                   |
| 2004                         |                              |                              |                              |                              |                              |                              |
| 2.                           | 27.05.2004                   | Oslo, Norwegia               | Walia                        | 0:0                          | 0                            | towarzyski                   |
| 3.                           | 16.11.2004                   | Londyn, Anglia               | Australia                    | 2:2                          | 0                            | towarzyski                   |
| 2005                         |                              |                              |                              |                              |                              |                              |
| 4.                           | 22.01.2005                   | Kuwejt, Kuwejt               | Kuwejt                       | 1:1                          | 0                            | towarzyski                   |
| 5.                           | 25.01.2005                   | Manama, Bahrajn              | Bahrajn                      | 1:0                          | 0                            | towarzyski                   |
| 6.                           | 28.01.2005                   | Amman, Jordania              | Jordania                     | 0:0                          | 0                            | towarzyski                   |
| 7.                           | 24.05.2005                   | Oslo, Norwegia               | Kostaryka                    | 1:0                          | 0                            | towarzyski                   |